# Ivo Urbančič
Ivan »Ivo« Urbančič [ívan ívo urbánčič], slovenski filozof in prevajalec, * 12. november 1930, Robič, † 7. avgust 2016.
Urbančič velja za enega od začetnikov slovenske fenomenološke šole. Njegova vloga pri razvoju filozofske misli je primerljiva z delom Mihaila Đurića pri Srbih ali Vanje Sutlića pri Hrvatih.

## Življenje
Rodil se je v kmečki družini. Ko je bil še otrok, se je njegova družina zaradi fašističnega preganjanja preselila v Kraljevino Jugoslavijo. Šest let so preživeli v Bistrici pri Bitoli, kjer so se naselili slovenski izseljenci iz Julijske krajine. Leta 1937 so se preselili v Črešnjevec pri Slovenski Bistrici. Tam se je mladi Ivo srečal z Jožetom Pučnikom, s katerim je bil dolgoletni prijatelj.
Po končani tehniški srednji šoli v Kranju je eno leto v Beogradu poslušal predavanja iz komunikacijske tehnologije. Leta 1960 ga je Pučnik prepričal naj se vpiše na Univerzo v Ljubljani, kjer je ob delu tehnologa v tovarni Iskra študiral filozofijo.  Leta 1964 je začel raziskovati oziroma delati na Inštitutu za sociologijo in filozofijo Univerze v Ljubljani, kjer je postal leta 1970 znanstveni svetnik (1984-89 predsednik znanstvenega sveta). Istega leta (1970) je doktoriral na Univerzi v Zagrebu. Promoviral je iz teme Ontološki pomen sklopa proizvodnja-potreba v Marxovi filozofiji. 1969 in 1970 je študiral ob pomoči štipendije avstrijske vlade na Univerzi na Dunaju, 1971-72 pa ob pomoči Humboldtove štipendije na Univerzi v Kölnu, kjer je sodeloval s Karl-Heinzom Volkmann-Schluckom.  Bil je kritičen do titoizma, kar mu je onemogočilo pedagoško delo na Univerzi. Inštitut mu je uspelo preusmeriti v neke vrste zatočišče za kritične intelektualce. Med osebnostmi, ki jih je pripeljal nanj, je bil tudi Slavoj Žižek.
V 1980-ih je bil urednik pri Slovenski matici, kjer je vodil prevod in prvo izdajo več zahodnih mislecev v slovenščino (Husserl, Heidegger), pomagal pa je izdati in prevesti celotno delo Nietzscheja. Ustanovil je Slovensko fenomenološko društvo (prvi predsednik) in revijo Phainomena (prvi urednik). 
V zgodnjih 1980-ih je bil med ustanovitelji alternativne Nove revije. Leta 1987 je bil soavtor Prispevkov za slovenski nacionalni program. Leta 1989 je bil med ustanovitelji Slovenske demokratične zveze (SDZ), ene prvih demokratičnih političnih strank, ki je nasprotovala komunističnemu režimu v Sloveniji. Čeprav po slovenski pomladi ni sodeloval v aktivni politiki, je podpiral Slovensko demokratsko stranko (SDS) in njenega predsednika Janeza Janšo. Leta 2004 je bil soustanovitelj (sopodpisnik) liberalno-konservativne civilnodružbene organizacije Zbora za republiko (ZR).

## Delo
Urbančič je svoje filozofsko obdobje posvečal predvsem problemom in poglobljeno raziskoval možnosti mišljenja dandanes. Slednje je reševal na podlagi fenomenologije v širšem smislu. Izhajal je predvsem iz tako imenovane dovršitve evropske filozofije Marxa, Nietzscheja in Diltheyja. Občasno je posegal tudi na področje hermenevtike, ki pa mu je omogočala možnost hermenevtičnega raziskovanja filozofskih misli. Izsledke, ki jih je pridobival, pa je uporabljal tudi pri raziskovanju starejše in mlade filozofske tvornosti na Slovenskem. Njegove knjige so najboljši prikaz njegovega posebnega vidika s katerim je obravnaval nekatera filozofska vprašanja sodobnega in preteklega marksizma. Predvsem je to razvidno iz knjige Poglavitne ideje slovenskih filozofov med sholastiko in neosholastiko, 1971.

### Dvojni kriterij delovanja
Po tradiciji se je odločil za dvojni kriterij in obravnaval po eni strani domače ter tuje filozofe, ki so delovali na Slovenskem, po drugi pa je posebno pozornost posvečal starejšim, kot so: Franc Ksaver Gmeiner, Franc Samuel Karpe, Jožef Kalasanc Likavec, Jožef Peter Alkantara Mislej ter Janko Pajk, le mimogrede pa se je dotaknil nekaterih nadaljevalcev slovenske neosholastike oziroma neotomizma.
Knjiga Moderni slovenski materialisti (1975) obravnava naše starejše filozofe. Leninova » filozofija« ali o imperializmu (Maribor, 1971) je poskus fenomenološke eksistencialne analize. Z njim je Urbančič hotel odgovoriti na vprašanje, ali je Leninova filozofija dejansko filozofija ali pa zgolj ideologija. Ob podrobni analizi posameznih misli iz Leninovih glavnih filozofskih del je Urbančič raziskoval predvsem pomenski horizont (sam tako imenuje), ne pa sovisnost Leninove misli (v njej je namreč odkril bistvene, a prikrite filozofske dimenzije). Temelji metode moči (Beograd, 1976) je opis in analiza Diltheyeve hermenevtike in njegove filozofije. V strokovnem tisku je objavljenih mnogo razprav in študij, med drugim o filozofiji Franceta Vebra, ki sodi v središče Urbančičevega raziskovanja. Drugi članki, ki se pojavljajo so še: Morala je nemorala; Radikalizacija in konec evropske morale; Heretični jezuit Pierre Teilhard de Chardin; O slovenstvu in filozofiji; Sistematični osnutek hermenevtike; Metafizika uživanja. Natisnjena pa so tudi nekatera njegova predavanja s korčulanske poletne šole 1967: Problematičnost radničkog pokreta i revolucionarnog mijenjanja svijeta danas ter na mednarodnem srečanju Mednarodnega univerzitetnega centra za podiplomski študij v Dubrovniku 1976: Marx's Kritik der Moral als ein Weg zum Problem seiner Philosophie im Ganzen. Precej se je posvečal Heideggru kot njegov prevajalec in pripomogel pri: Izbrane razprave, 1967, predvsem s prevodom Kartezijanske meditacije, 1975 (z uvodom).
Ivan Urbančič je torej napisal veliko člankov in knjig, izmed katerih so glavna dela našteta spodaj. Leta 2014 je izšlo še njegovo delo Razmišljanja v preddverju filozofije. Bil je eden od protagonistov v televizijskem filmu o filozofiji Govoreče glave v režiji Dušana Moravca. Urbančič je poučeval tudi slovensko filozofsko izročilo, med drugim je analiziral delo Franceta Vebra. V 1980-ih je bil urednik pri Slovenski matici, kjer je vodil prevod in prvo izdajo več zahodnih mislecev v slovenščino. S spremnimi besedami je pospremil številne slovenske prevode filozofije Friedricha Nietzscheja in pomagal izdati njegovo celotno delo. Leta 1987 je bil soavtor Prispevkov za slovenski nacionalni program. 

### Intelektualno polje
Z revijama Perspektive in Problemi pa knjižno zbirko Znamenja v šestdesetih letih dvajsetega stoletja se je odprlo intelektualno in ustvarjalno polje, ki je obetalo neko prostost duha. Urbančič je z Dušanom Pirjevcem, Tinetom in Spomenko Hribar, Nikom Grafenauerjem, Tarasom Kermaunerjem in drugimi začrtal ključni vidik drugačne, tako imenovane potradicijske izkušnje slovenstva v dobi krize smisla humanosti, ki je dosegla svoj potrditveni trenutek z ustanovitvijo Nove revije leta 1982.

### Politična dejavnost
Z ustanovitvijo Nove revije se je element Urbančičevega filozofskega mišljenja opazno preobrazil v moment politične dejavnosti. Je soavtor prispevkov za slovenski nacionalni program. Med letoma 1982 in 1990 je bil dejaven v gibanju za demokratizacijo Slovenije. Tako je bil leta 1989 med soustanovitelji Slovenske demokratične zveze (SDZ). Leta 2004 je bil tudi med ustanovitelji gibanja Zbor za republiko.

### Bitnozgodovinske misli
Ko je leta 1990 postal prvi predsednik Fenomenološkega društva v Ljubljani, je tudi mlajša filozofska generacija naposled imela priložnost spoznati njegovo fenomenološko doslednost pri speljevanju misli in hermenevtično pripravljenost za razgovor, zavoljo katere je bil visoko spoštovan tudi v mednarodnem filozofskem okrožju. V tem času je začel tudi zaključno gradnjo svoje bitnozgodovinske misli, ki nam je prepuščena v nadaljnji premislek v nizu knjižnih objav: Zaratustrovo izročilo I in II (1994, 1996), Moč in oblast (2000), Nevarnost biti (2004), Zgodovina nihilizma (2011) in O krizi (2012).

### O medijih in informacijah
19. maja 2009 je sodeloval pri okrogli mizi v Cankarjevem domu (Kosovelova dvorana), pri kateri so sodelovali še Gorazd Kocijančič, Rado Riha in Marko Uršič. Ivan Urbančič je imel razpravo o medijih in informacijah. Govori o tem, da je informacija ukaz nekemu sistemu za odziv. Četudi je informacija lažna, a izzove odziv, je učinkovita. Mediji pa so prenos informacij in pravzaprav manipulirajo z ljudmi.

## Izbrana dela - monografije
- Evropski nihilizem, (Ljubljana 1971), (COBISS)
- Leninova "filozofija", ali o "imperializmu" (Maribor 1971), (COBISS)
- Poglavitne ideje slovenskih filozofov med sholastiko in neosholastiko (1971)
- Predmetna teorija oziroma fenomenologija (1971)
- Temelji metode moči : problem "psihološke" hermenevtike pri Diltheyu (1977)
- Vprašanje umetnosti in estetike na prelomu sodobne epohe: estetska in filozofska misel Dušana Pirjevca, Ljubljana 1980, (COBISS)
- Uvod v vprašanje naroda (Maribor 1981), (COBISS)
- Neosholastika na Slovenskem (Ljubljana 1983), (COBISS)
- Zaratustrovo izročilo I & II (Ljubljana, 1993 in 1996), (COBISS)/(COBISS)
- Moč in oblast : iz pomnjenja konca in začetka (Ljubljana, 2000), (COBISS)
- Nevarnost biti : krokiji o duhu evropskosti (Ljubljana, 2003), (COBISS)
- Zgodovina nihilizma (Slovenska matica, 2011), (COBISS)
- O krizi : epilog k Zgodovini nihilizma (Slovenska matica, 2012), (COBISS)
- Razmišljanja v preddverju filozofije (Slovenska matica, 2014)
- Povijest nihilizma (hrvaški prevod Zgodovine nihilizma, Zagreb, 2019)